# ルイ・アームストロング・ニューオーリンズ国際空港
ルイ・アームストロング・ニューオーリンズ国際空港（英語: Louis Armstrong New Orleans International Airport、フランス語: Aéroport international Louis Armstrong de La Nouvelle-Orléans）は、アメリカ合衆国ルイジアナ州にある国際空港。ダウンタウンの18キロメートル西に立地している。
ニューオーリンズ都市圏の主たる空の玄関口として機能している。第二次世界大戦後の1946年に開港し、ニューオーリンズ市内のレイクフロント空港に代わって、地域の主たる空港となった。一方レイクフロント空港は、現在では主にチャーター機、私用機用の空港として機能している。
開港当初、空港の名前は、この地で事故死した飛行士ジョン・モワザンに因んでモワザン・フィールド（あるいはモワザン・ストック・ヤーズ）と命名された。
2001年8月、ニューオーリンズ出身の著名なアフリカ系アメリカ人のジャズミュージシャン、ルイ・アームストロングの生誕100周年を記念し、現在の名前に改名された。同空港のIATAコードMSYは、元々の名前 Moisant Stock Yards に由来している。
同空港は、ニューオーリンズ市が所有しているが、ニューオーリンズ郊外のケナーに位置している。標高1メートルの低地に立地しているため、過去に水害を受けたことがある。

## 施設
空港の敷地面積は607ヘクタールである。2019年に新ターミナルが完成した。滑走路の反対側（北）に位置しており、35の搭乗口を備えている。旧ターミナルは旅客業務を終了した。

## 主な航空会社
サウスウエスト航空の利用者が多く3割を占める。
- サウスウエスト航空
- アメリカン航空
- アメリカン・イーグル
- デルタ航空
- デルタ・コネクション
- ユナイテッド航空
- ユナイテッド・エクスプレス
- フロンティア航空
- アレジアント航空
- スピリット航空
- ジェットブルー航空
- サンカントリー航空
- シルバー・エアウェイズ
- エアカナダ・エクスプレス
- エア・トランザット
- ブリティッシュ・エアウェイズ
- コパ航空

## 主な就航路線
- デトロイト
- メンフィス
- シアトル
- サンディエゴ
- ミネアポリス
- シャーロット
- フィラデルフィア
- ワシントン/ナショナル
- ボルチモア
- シカゴ/オヘア
- シカゴ/ミッドウェー
- フォートローダーデール
- ラスベガス、オーランド
- フェニックス
- タンパ
- アトランタ
- ダラス
- NYラガーディア
- NY/JFK
- マイアミ
- セントルイス
- デンバー
- ワシントン/ダレス
- オクラホマシティ
- サンアントニオ
- ヒューストン
- ニューアーク
- クリーブランド
- シンシナティ
- オーランド
- サンフランシスコ
- ソルトレイクシティ
- ナッシュビル